# Eugert Zhupa
Eugert Zhupa (ur. 4 kwietnia 1990 w Rrogozhinë) – albański kolarz szosowy, zawodnik profesjonalnej drużyny EvoPro Racing.

## Kariera
Jest wychowankiem włoskiego klubu Bottoli-Nordelettrica-Ramonda. W 2007 wystartował w międzynarodowych zawodach juniorskich w Korczy, zajmując w nich 3. miejsce. W 2009 został podwójnym mistrzem Albanii (w wyścigu ze startu wspólnego i w wyścigu indywidualnym na czas). W tym samym roku zajął 13. miejsce w wyścigu indywidualnym na czas rozgrywanym w Rogno w ramach Memoriału Davida Fardelliego. W 2010 zajął 14. miejsce w Memoriale Fiori E Volpi, rozgrywanym w Brescii. W 2011 zajął 9. miejsce w wyścigu Paryż-Roubaix i ponownie został podwójnym mistrzem Albanii w wyścigach indywidualnych. W 2015 został zawodowym kolarzem włoskiej ekipy Wilier Triestina-Southeast. Od 2019 związany z grupą EvoPro Racing.
13 czerwca 2014 zwyciężył w wyścigu Circuito Città di Piave (82.5 km). W 2015 zdobył mistrzostwo Albanii w wyścigu indywidualnym na czas i wicemistrzostwo w wyścigu indywidualnym ze startu wspólnego (zwyciężył Redi Halilaj). W kwietniu tego roku wystąpił w jednodniowym wyścigu Belgrad-Banialuka (186 km), w którym zajął 11. miejsce.
W 2015 roku zadebiutował w wyścigu Giro d’Italia, zajmując 157. miejsce w klasyfikacji generalnej. Trzykrotnie finiszował w pierwszej dwudziestce wyścigu. Na 13 etapie wyścigu prowadzącym z Montecchio Maggiore do Lido di Jesolo zajął 15. miejsce, tracąc 4 sekundy do zwycięzcy.
W 2016 został dwukrotnym mistrzem Albanii (w wyścigu indywidualnym ze startu wspólnego i w wyścigu indywidualnym na czas). W grudniu 2019 zakończył karierę.

## Starty w Wielkich Tourach
| Grand Tour      | 2015 | 2016 | 2017 | 2018 |
| --------------- | ---- | ---- | ---- | ---- |
| Giro d’Italia   | 157  | 130  | 140  | 148  |
| Tour de France  | —    | —    | —    | —    |
| Vuelta a España | —    | —    | —    | —    |